# Lanadelumab
Lanadelumab, es vendido bajo el nombre comercial Takhzyro, y  es un medicamento utilizado para prevenir el angioedema en personas con angioedema hereditario .  Este medicameento se administra mediante inyección debajo de la piel.  Se utiliza en personas mayores de 12 años 
Los efectos secundarios de este medicamento incluyen dolor en el lugar de la inyección, infección de las vías respiratorias superiores, dolor de cabeza, sarpullido, dolor muscular, mareos y diarrea;  otros efectos secundarios pueden incluir reacciones alérgicas .  La seguridad de este medicamento durante el embarazo no está clara.  Es un anticuerpo monoclonal que se une a la calicreína  y la bloquea.  
Este medicamento fue aprobado para uso médico en los Estados Unidos y Europa en el 2018.   En Estados Unidos cuesta alrededor de 685.000 dólares estadounidenses por persona al año cuando se administra cada dos semanas.  En el Reino Unido, esta cantidad le cuesta al NHS unas 350.000 libras esterlinas. 